# Oh, by the Way
Oh, By the Way (в пер. с англ. — «О, кстати») — бокс-сет британской прогрессив-рок-группы Pink Floyd, выпущенный 10 декабря 2007 года.
Сборник представляет собой коробку из шестнадцати CD, на которых представлены все четырнадцать студийных альбомов Pink Floyd. Компакт-диски изданы как мини-винил, их оформление в точности повторяет оформление оригинальных пластинок, включая прилагавшиеся бонусы: постеры, открытки и пр.
В комплект издания также входит постер работы Сторма Торгерсона, посвящённый сорокалетию выхода первого альбома Pink Floyd.
Сборник был назван по строчке из песни Pink Floyd, «Have A Cigar»

The band is just fantastic, 
That is really what I think 
Oh by the way, which one’s Pink? 

(в пер. с англ. Группа — просто фантастика 
Я действительно так думаю 
Да, кстати, кто из вас Пинк?)

## Список композиций

### The Piper at the Gates of Dawn
| №   | Название                                                          | Автор(ы)                      | Длительность |
| --- | ----------------------------------------------------------------- | ----------------------------- | ------------ |
| 1.  | «Astronomy Domine» (Астрономия господня)                          | Барретт                       | 4:12         |
| 2.  | «Lucifer Sam» (Люцифер Сэм)                                       | Барретт                       | 3:07         |
| 3.  | «Matilda Mother» (Мать Матильда)                                  | Барретт                       | 3:08         |
| 4.  | «Flaming» (Пылающий)                                              | Барретт                       | 2:46         |
| 5.  | «Pow R. Toc H.» (Дом Тэлбота)                                     | Барретт, Уотерс, Райт, Мэйсон | 4:26         |
| 6.  | «Take Up Thy Stethoscope and Walk» (Подбери свой стетоскоп и иди) | Уотерс                        | 3:05         |
| 7.  | «Interstellar Overdrive» (Межзвёздная перегрузка)                 | Барретт, Уотерс, Райт, Мэйсон | 9:41         |
| 8.  | «The Gnome» (Гном)                                                | Барретт                       | 2:13         |
| 9.  | «Chapter 24» (Глава 24)                                           | Барретт                       | 3:42         |
| 10. | «Scarecrow» (Пугало)                                              | Барретт                       | 2:11         |
| 11. | «Bike» (Велосипед)                                                | Барретт                       | 3:21         |

### A Saucerful of Secrets
| №  | Название                                                                      | Автор(ы)                     | Длительность |
| -- | ----------------------------------------------------------------------------- | ---------------------------- | ------------ |
| 1. | «Let There Be More Light» (Пусть здесь будет больше света)                    | Уотерс                       | 5:38         |
| 2. | «Remember a Day» (Вспомни день)                                               | Райт                         | 4:33         |
| 3. | «Set the Controls for the Heart of the Sun» (Установите курс на центр солнца) | Уотерс                       | 5:28         |
| 4. | «Corporal Clegg» (Капрал Клегг)                                               | Уотерс                       | 4:12         |
| 5. | «A Saucerful of Secrets» (Блюдце полное секретов)                             | Уотерс, Райт, Гилмор, Мэйсон | 11:59        |
| 6. | «See-Saw» (Качели)                                                            | Райт                         | 4:37         |
| 7. | «Jugband Blues» (Джаг-бэнд блюз)                                              | Барретт                      | 3:00         |

### More
| №   | Название                                   | Автор(ы)                     | Длительность |
| --- | ------------------------------------------ | ---------------------------- | ------------ |
| 1.  | «Cirrus Minor» (Перистые облака)           | Уотерс                       | 5:18         |
| 2.  | «The Nile Song» (Песня Нила)               | Уотерс                       | 3:26         |
| 3.  | «Crying Song» (Песня-плач)                 | Уотерс                       | 3:33         |
| 4.  | «Up The Khyber» (Вверх по Хайберу)         | Мэйсон, Райт                 | 2:12         |
| 5.  | «Green Is The Colour» (Зелёный — это цвет) | Уотерс                       | 2:58         |
| 6.  | «Cymbaline» (Цимбалина)                    | Уотерс                       | 4:50         |
| 7.  | «Party Sequence» (Эпизод на вечеринке)     | Уотерс, Райт, Гилмор, Мэйсон | 1:07         |
| 8.  | «Main Theme» (Главная тема)                | Уотерс, Райт, Гилмор, Мэйсон | 5:28         |
| 9.  | «Ibiza Bar» (Бар в Ибице)                  | Уотерс, Райт, Гилмор, Мэйсон | 3:19         |
| 10. | «More Blues» (Больше блюза)                | Уотерс, Райт, Гилмор, Мэйсон | 2:12         |
| 11. | «Quicksilver» (Ртуть)                      | Уотерс, Райт, Гилмор, Мэйсон | 7:13         |
| 12. | «A Spanish Piece» (Испанская пьеса)        | Гилмор                       | 1:05         |
| 13. | «Dramatic Theme» (Драматическая тема)      | Уотерс, Райт, Гилмор, Мэйсон | 2:15         |

### Ummagumma
| №  | Название                                                                      | Автор(ы)                     | Длительность |
| -- | ----------------------------------------------------------------------------- | ---------------------------- | ------------ |
| 1. | «Astronomy Domine» (Астрономия Господня)                                      | Барретт                      | 8:29         |
| 2. | «Careful With That Axe, Eugene» (Осторожнее с этим топором, Юджин)            | Уотерс, Райт, Гилмор, Мэйсон | 8:50         |
| 3. | «Set the Controls for the Heart of the Sun» (Установите курс на центр солнца) | Уотерс                       | 9:12         |
| 4. | «A Saucerful of Secrets» (Блюдце, полное секретов)                            | Уотерс, Райт, Гилмор, Мэйсон | 12:48        |

| №   | Название | Автор(ы) | Длительность |
| --- | --- | -------- | ------------ |
| 5.  | «Sysyphus: Part 1» (Сизиф: Часть 1) | Райт     | 4:29)        |
| 6.  | «Sysyphus: Part 2» (Сизиф: Часть 2) | Райт     | 1:49         |
| 7.  | «Sysyphus: Part 3» (Сизиф: Часть 3) | Райт     | 3:07         |
| 8.  | «Sysyphus: Part 4» (Сизиф: Часть 4) | Райт     | 3:38         |
| 9.  | «Grantchester Meadows» (Грантчестерская пойма) | Уотерс   | 7:26         |
| 10. | «Several Species of Small Furry Animals Gathered Together in a Cave and Grooving with a Pict» (Несколько особей маленьких пушистых тварей, собравшихся в пещере и балдеющих вместе с пиктом) | Уотерс   | 4:59         |
| 11. | «The Narrow Way Part 1» (Узкая дорожка. Часть 1) | Гилмор   | 3:27         |
| 12. | «The Narrow Way Part 2» (Узкая дорожка. Часть 2) | Гилмор   | 2:53         |
| 13. | «The Narrow Way Part 3» (Узкая дорожка. Часть 3) | Гилмор   | 5:57         |
| 14. | «The Grand Vizier’s Garden Party: Part 1 (Entrance)» (Вечеринка в саду у Великого визиря: Часть 1 (Вход))                                                                                    | Мэйсон   | 1:00         |
| 15. | «The Grand Vizier’s Garden Party: Part 2 (Entertainment)» (Вечеринка в саду у Великого визиря: Часть 2 (Развлечение))                                                                        | Мэйсон   | 7:06         |
| 16. | «The Grand Vizier’s Garden Party: Part 3 (Exit)» (Вечеринка в саду у Великого визиря: Часть 3 (Выход))                                                                                       | Мэйсон   | 0:38         |

### Atom Heart Mother
| №  | Название                                                       | Автор(ы)                            | Длительность |
| -- | -------------------------------------------------------------- | ----------------------------------- | ------------ |
| 1. | «Atom Heart Mother» (Мать с атомным сердцем)                   | Уотерс, Райт, Гилмор, Мэйсон, Гисин | 23:45        |
| 2. | «If» (Если)                                                    | Уотерс                              | 4:31         |
| 3. | «Summer ‘68» (Лето 68-го)                                      | Райт                                | 5:29         |
| 4. | «Fat Old Sun» (Старое толстое солнце)                          | Гилмор                              | 5:24         |
| 5. | «Alan’s Psychedelic Breakfast» (Психоделический завтрак Алана) | Уотерс, Райт, Гилмор, Мэйсон        | 13:01        |

### Meddle
| №  | Название                             | Автор(ы)                     | Длительность |
| -- | ------------------------------------ | ---------------------------- | ------------ |
| 1. | «One of These Days» (На днях)        | Уотерс, Райт, Гилмор, Мэйсон | 5:57         |
| 2. | «A Pillow of Winds» (Подушка ветров) | Уотерс, Гилмор               | 5:10         |
| 3. | «Fearless» (Бесстрашный)             | Уотерс, Гилмор               | 6:08         |
| 4. | «San Tropez» (Сан-Тропе)             | Уотерс                       | 3:43         |
| 5. | «Seamus» (Шеймас)                    | Уотерс, Райт, Гилмор, Мэйсон | 2:15         |
| 6. | «Echoes» (Эхо)                       | Уотерс, Райт, Гилмор, Мэйсон | 23:29        |

### Obscured by Clouds
| №   | Название                                | Автор(ы)                     | Длительность |
| --- | --------------------------------------- | ---------------------------- | ------------ |
| 1.  | «Obscured By Clouds» (Скрытая облаками) | Уотерс, Гилмор               | 3:03         |
| 2.  | «When You’re In» (Когда ты дома)        | Уотерс, Райт, Гилмор, Мэйсон | 2:30         |
| 3.  | «Burning Bridges» (Сжигая мосты)        | Уотерс, Райт                 | 3:29         |
| 4.  | «The Gold It’s In The…» (Золото в…)     | Уотерс, Гилмор               | 3:07         |
| 5.  | «Wot's… Uh The Deal» (Какой… расклад)   | Уотерс, Гилмор               | 5:08         |
| 6.  | «Mudmen» (Все в земле)                  | Райт, Гилмор                 | 4:20         |
| 7.  | «Childhood’s End» (Конец детства)       | Гилмор                       | 4:31         |
| 8.  | «Free Four» (Свободная четверка)        | Уотерс                       | 4:15         |
| 9.  | «Stay» (Останься)                       | Уотерс, Райт                 | 4:05         |
| 10. | «Absolutely Curtains» (Занавес)         | Уотерс, Райт, Гилмор, Мэйсон | 5:52         |

### The Dark Side of The Moon
| №   | Название                                            | Автор(ы)                     | Длительность |
| --- | --------------------------------------------------- | ---------------------------- | ------------ |
| 1.  | «Speak To Me» (Поговори со мной)                    | Мэйсон                       | 1:08         |
| 2.  | «Breathe» (Дуновение)                               | Уотерс, Райт, Гилмор         | 2:48         |
| 3.  | «On The Run» (Бегство)                              | Уотерс, Гилмор               | 3:50         |
| 4.  | «Time» (Время)                                      | Уотерс, Райт, Гилмор, Мэйсон | 7:04         |
| 5.  | «The Great Gig in the Sky» (Большое шоу на небесах) | Райт                         | 4:48         |
| 6.  | «Money» (Деньги)                                    | Уотерс                       | 6:24         |
| 7.  | «Us And Them» (Мы и Они)                            | Уотерс, Райт                 | 7:49         |
| 8.  | «Any Colour You Like» (Любой цвет, какой захочешь)  | Райт, Гилмор, Мэйсон         | 3:26         |
| 9.  | «Brain Damage» (Повреждение мозга)                  | Уотерс                       | 3:50         |
| 10. | «Eclipse» (Затмение)                                | Уотерс                       | 2:04         |

### Wish You Were Here
| №  | Название                                                                   | Автор(ы)             | Длительность |
| -- | -------------------------------------------------------------------------- | -------------------- | ------------ |
| 1. | «Shine On You Crazy Diamond (Part 1)» (Сияй, безумный бриллиант — Часть 1) | Уотерс, Райт, Гилмор | 13:30        |
| 2. | «Welcome to the Machine» (Добро пожаловать в Машину)                       | Уотерс               | 7:31         |
| 3. | «Have a Cigar» (Закурите сигару)                                           | Уотерс               | 5:08         |
| 4. | «Wish You Were Here» (Хочется, чтобы ты был здесь)                         | Уотерс, Гилмор       | 5:40         |
| 5. | «Shine On You Crazy Diamond (Part 2)» (Сияй, безумный бриллиант — Часть 2) | Уотерс, Райт, Гилмор | 12:31        |

### Animals
| №  | Название                                                | Автор(ы)       | Длительность |
| -- | ------------------------------------------------------- | -------------- | ------------ |
| 1. | «Pigs On The Wing (Part 1)» (Крылатые свиньи (часть 1)) | Уотерс         | 1:24         |
| 2. | «Dogs» (Псы)                                            | Уотерс, Гилмор | 17:06        |
| 3. | «Pigs (Three Different Ones)» (Свиньи (Три разных))     | Уотерс         | 11:28        |
| 4. | «Sheep» (Овцы)                                          | Уотерс         | 10:21        |
| 5. | «Pigs On The Wing (Part 2)» (Крылатые свиньи (часть 2)) | Уотерс         | 1:27         |

### The Wall
| №   | Название                                                                 | Автор(ы)       | Длительность |
| --- | ------------------------------------------------------------------------ | -------------- | ------------ |
| 1.  | «In The Flesh?» (Во плоти?)                                              | Уотерс         | 3:19         |
| 2.  | «The Thin Ice» (Тонкий лёд)                                              | Уотерс         | 2:29         |
| 3.  | «Another Brick in the Wall (Part 1)» (Ещё один кирпич в стене (Часть 1)) | Уотерс         | 3:10         |
| 4.  | «The Happiest Days Of Our Lives» (Самые счастливые дни нашей жизни)      | Уотерс         | 1:51         |
| 5.  | «Another Brick In The Wall (Part 2)» (Ещё один кирпич в стене (Часть 2)) | Уотерс         | 4:00         |
| 6.  | «Mother» (Мать)                                                          | Уотерс         | 5:33         |
| 7.  | «Goodbye Blue Sky» (Прощай, голубое небо)                                | Уотерс         | 2:49         |
| 8.  | «Empty Spaces» (Пустые пространства)                                     | Уотерс         | 2:07         |
| 9.  | «Young Lust» (Молодая похоть)                                            | Уотерс, Гилмор | 3:33         |
| 10. | «One Of My Turns» (Одно из моих превращений)                             | Уотерс         | 3:34         |
| 11. | «Don’t Leave Me Now» (Не оставляй меня сейчас)                           | Уотерс         | 4:16         |
| 12. | «Another Brick In The Wall (Part 3)» (Ещё один кирпич в стене (Часть 3)) | Уотерс         | 1:17         |
| 13. | «Goodbye Cruel World» (Прощай, жестокий мир)                             | Уотерс         | 1:14         |

| №   | Название                                                     | Автор(ы)       | Длительность |
| --- | ------------------------------------------------------------ | -------------- | ------------ |
| 14. | «Hey You» (Эй, вы)                                           | Уотерс         | 4:41         |
| 15. | «Is There Anybody Out There?» (Есть там кто-нибудь снаружи?) | Уотерс         | 2:57         |
| 16. | «Nobody Home» (Никого нет дома)                              | Уотерс         | 3:12         |
| 17. | «Vera» (Вера)                                                | Уотерс         | 1:28         |
| 18. | «Bring The Boys Back Home» (Верните парней домой)            | Уотерс         | 1:26         |
| 19. | «Comfortably Numb» (Комфортное онемение)                     | Уотерс, Гилмор | 6:24         |
| 20. | «The Show Must Go On» (Шоу должно продолжаться)              | Уотерс         | 1:38         |
| 21. | «In The Flesh!» (Во плоти!)                                  | Уотерс         | 4:13         |
| 22. | «Run Like Hell» (Беги без оглядки)                           | Уотерс, Гилмор | 4:21         |
| 23. | «Waiting For The Worms» (В ожидании червей)                  | Уотерс         | 4:01         |
| 24. | «Stop» (Стоп)                                                | Уотерс         | 0:31         |
| 25. | «The Trial» (Суд)                                            | Уотерс, Эзрин  | 5:19         |
| 26. | «Outside The Wall» (Снаружи стены)                           | Уотерс         | 1:45         |

### The Final Cut
| №   | Название                                                                        | Автор(ы) | Длительность |
| --- | ------------------------------------------------------------------------------- | -------- | ------------ |
| 1.  | «The Post War Dream» (Послевоенная мечта)                                       | Уотерс   | 3:00         |
| 2.  | «Your Possible Pasts» (Твоё возможное прошлое)                                  | Уотерс   | 4:26         |
| 3.  | «One of the Few» (Один из немногих)                                             | Уотерс   | 1:11         |
| 4.  | «When the Tigers Broke Free» (Когда тигры вырвались на волю)                    | Уотерс   | 3:16         |
| 5.  | «The Hero’s Return» (Возвращение героя)                                         | Уотерс   | 2:43         |
| 6.  | «The Gunner’s Dream» (Сон стрелка-радиста)                                      | Уотерс   | 5:18         |
| 7.  | «Paranoid Eyes» (Параноидальные глаза)                                          | Уотерс   | 3:41         |
| 8.  | «Get Your Filthy Hands Off My Desert» (Убери свои грязные руки от моей пустыни) | Уотерс   | 1:17         |
| 9.  | «The Fletcher Memorial Home» (Дом престарелых имени Флэтчера)                   | Уотерс   | 4:12         |
| 10. | «Southampton Dock» (Саутгемптонский причал)                                     | Уотерс   | 2:10         |
| 11. | «The Final Cut» (Последняя рана)                                                | Уотерс   | 4:45         |
| 12. | «Not Now John» (Не сейчас, Джон)                                                | Уотерс   | 4:56         |
| 13. | «Two Suns in the Sunset» (Два солнца на закате)                                 | Уотерс   | 5:23         |

### A Momentary Lapse of Reason
| №   | Название                                          | Автор(ы)                  | Длительность |
| --- | ------------------------------------------------- | ------------------------- | ------------ |
| 1.  | «Signs of Life» (Признаки жизни)                  | Гилмор, Эзрин             | 4:24         |
| 2.  | «Learning to Fly» (Учимся летать)                 | Гилмор, Мур, Эзрин, Кэрин | 4:53         |
| 3.  | «The Dogs of War» (Псы войны)                     | Гилмор, Мур               | 6:05         |
| 4.  | «One Slip» (Один промах)                          | Гилмор, Манзанера         | 5:10         |
| 5.  | «On the Turning Away» (Отречение)                 | Гилмор, Мур               | 5:42         |
| 6.  | «Yet Another Movie» (И ещё одно кино)             | Гилмор, Леонард           | 6:18         |
| 7.  | «Round and Around» (Вокруг да около)              | Гилмор                    | 1:10         |
| 8.  | «A New Machine (Part 1)» (Новая машина — Часть 1) | Гилмор                    | 1:46         |
| 9.  | «Terminal Frost» (Предельный мороз)               | Гилмор                    | 6:17         |
| 10. | «A New Machine (Part 2)» (Новая машина — Часть 2) | Гилмор                    | 0:38         |
| 11. | «Sorrow» (Печаль)                                 | Гилмор                    | 8:46         |

### The Division Bell
| №   | Название                                             | Автор(ы)                          | Длительность |
| --- | ---------------------------------------------------- | --------------------------------- | ------------ |
| 1.  | «Cluster One» (Скопление №1)                         | Райт, Гилмор                      | 5:58         |
| 2.  | «What Do You Want from Me?» (Что ты от меня хочешь?) | Райт, Гилмор, Сэмсон              | 4:21         |
| 3.  | «Poles Apart» (Разделяя полюса)                      | Гилмор, Сэмсон, Лэрд-Клаус        | 7:04         |
| 4.  | «Marooned» (Оставленный)                             | Райт, Гилмор                      | 5:29         |
| 5.  | «A Great Day for Freedom» (Великий день для свободы) | Гилмор, Сэмсон                    | 4:17         |
| 6.  | «Wearing the Inside Out» (На изнанку)                | Райт, Мур                         | 6:49         |
| 7.  | «Take It Back» (Заберите обратно)                    | Гилмор, Сэмсон, Лэрд-Клаус, Эзрин | 6:12         |
| 8.  | «Coming Back to Life» (Возвращаясь к жизни)          | Гилмор                            | 6:19         |
| 9.  | «Keep Talking» (Продолжайте разговаривать)           | Райт, Гилмор, Сэмсон              | 6:11         |
| 10. | «Lost for Words» (Потерянный для слов)               | Гилмор, Сэмсон                    | 5:14         |
| 11. | «High Hopes» (Большие надежды)                       | Гилмор, Сэмсон                    | 8:32         |